# Guiso de majaz
El guiso de majaz es un plato gastronómico oriundo de las comunidades nativas de la amazonía del Perú.

## Historia
Se registró por primera vez entre las comunidades de los chacareros (habitantes de origen indígena en proceso de occidentalización que viven a las orillas de los cuerpos de agua) del departamento de Loreto, como un guiso o estofado con trozos de carne salada denominada como «carne del monte» perteneciente al Cuniculus paca que es conocido como «majaz» en la selva loretana del Perú. Esta especie era cazada por los chacareros como manera de subsistencia, algunos de ellos llevaban la carne y la forma de preparación a la ciudad de Iquitos para venderlo crudo o el plato de comida en si, motivo por el cual el plato llegó a las zonas urbanas.
Con el incremento del área metropolitana de Iquitos, este plato fue incorporado al menú diario de los habitantes de la urbe amazónica, principalmente por su alto valor nutricional. En 2013 el Ministerio de Salud del Gobierno peruano incorporó al guiso de majaz entre los platos que se debe consumir en los quioscos de escuelas públicas, mediante la Resolución Ministerial Nº 908.

## Descripción
La carne salada del animal es sazonada con ingredientes como el ajo, ají dulce, tomate, comino, culantro, entre otros; dentro de una olla a presión con agua en una tushpa, cocinas artesanales en la superficie de la tierra, aunque adaptado a cocina a gas en los lugares urbanos, para que posteriormente se incorpore la yuca cruda hasta su cocción final. El plato puede ser acompañado con arroz o solo.

## Galería de obras

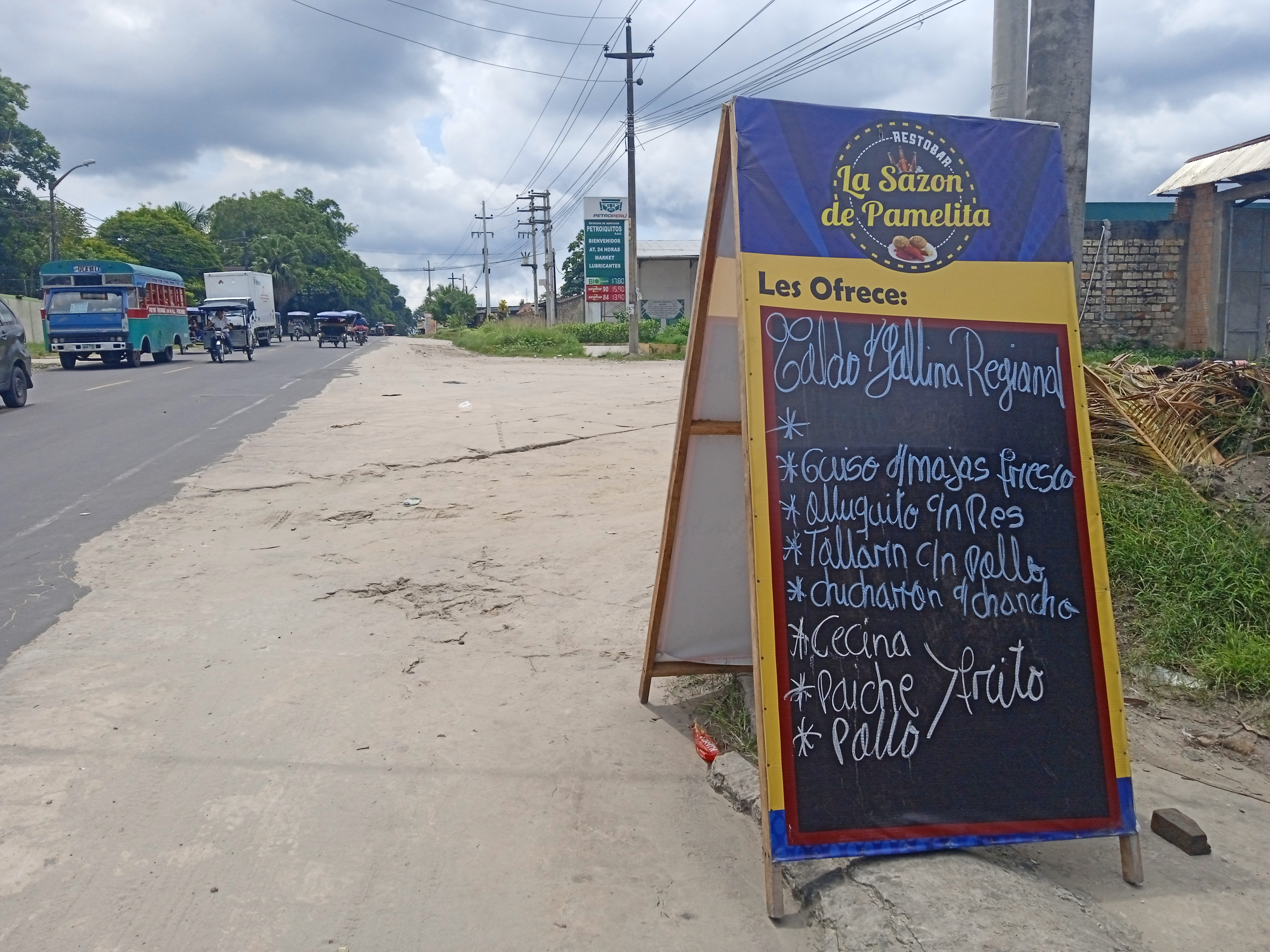
Venta de menú al paso en la ruta departamental LO-103 en el departamento de Loreto, en donde ofrecen el plato del guiso de majas, 2023.